# مالين وندغرين
مالين وندغرين (بالسويدية: Malin Lundgren)‏ (3 سبتمبر 1967 - ) هي لاعبة كرة قدم سويدية في مركز الدفاع. لعبت مع نادي مالمو.

## وصلات خارجية
- مالين وندغرين على موقع الاتحاد الدولي (مؤرشف)  (الإنجليزية)
- مالين وندغرين على موقع قاعدة بيانات كرة القدم.إي يو (الإنجليزية)
- مالين وندغرين على موقع عالم كرة القدم.نت (الإنجليزية)